# Glacier Gardens Rainforest Adventures
La Selva de aventuras de los jardines Glacier (en inglés: Glacier Gardens Rainforest Adventures) es un vivero y jardín botánico de 5 hectáreas (6,5-acres) de extensión, que se encuentra en Juneau, estado de Alaska, EE. UU.

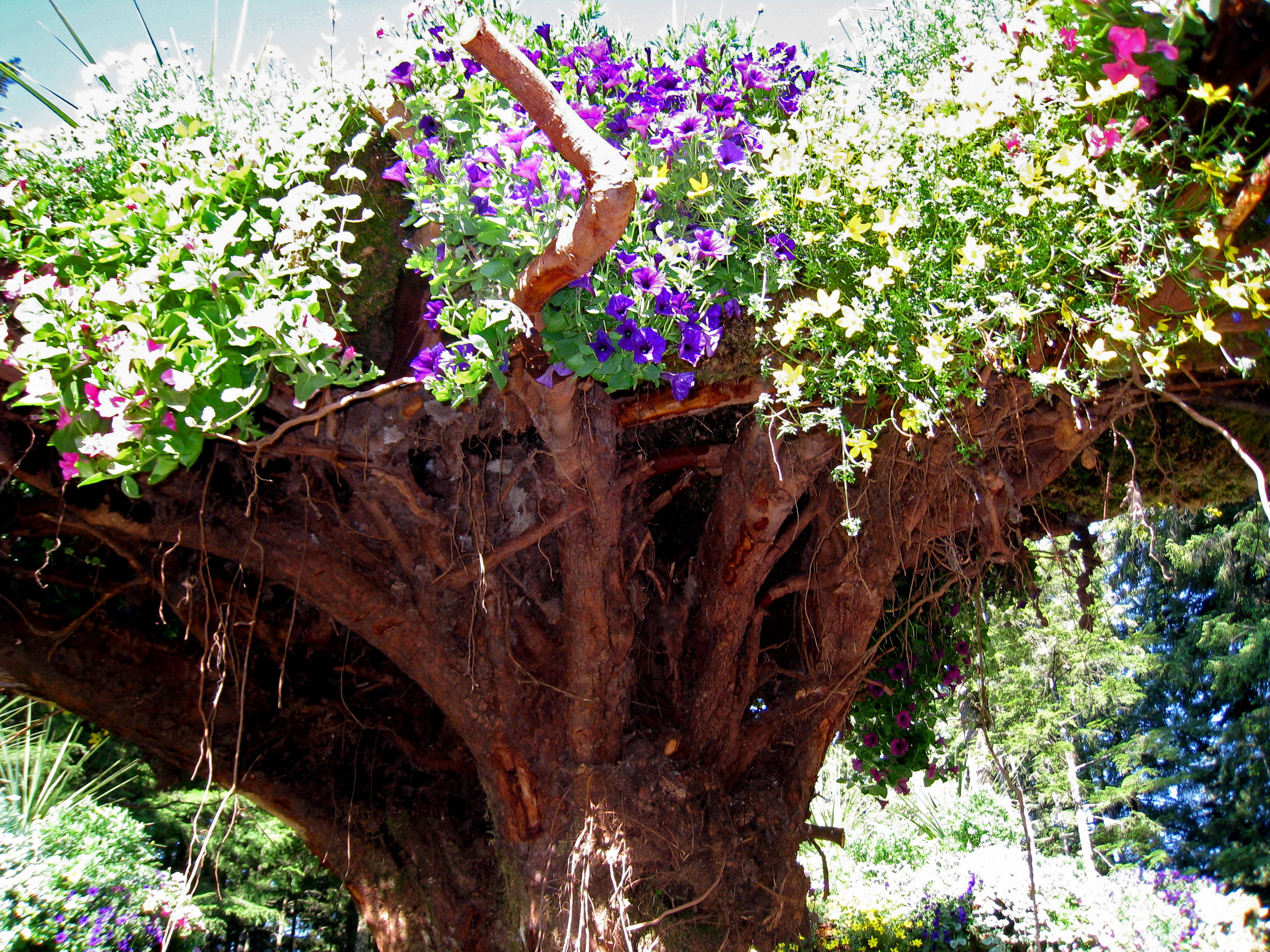
Uno de los troncos de árboles cubiertos de plantas ornamentales característicos del paseo central.

## Localización
Glacier Gardens Rainforest Adventures, 9148 James Boulevard, Juneau, Alaska AK 99801 United States of America-Estados Unidos de América.
Planos y vistas satelitales.58°18′06″N 134°25′10″O / 58.30167, -134.41944
- Promedio anual de lluvias: 499 mm
- Altitud: 44.00 m s. n. m.

Está abierto todo el año y cobran una tarifa por su visita.

## Historia
Steve Bowhay comenzó un jardín paisajista de plantas medicinales en Juneau en 1984 después de llegar a Alaska desde que era un niño como miembro de una familia de pescadores comerciales. 
Steve era un pescador de Alaska de familia bien establecida, incluso teniendo algunos trabajos en el siempre peligroso mar de Bering antes de llegar a las aguas del Sudeste y tener su  residencia en Juneau. 
Los problemas ecológicos de la propiedad fueron como resultado de una gran tormenta que se produjo en el verano de 1984, que causó un derrumbe masivo para dejar sueltos toneladas y toneladas de material orgánico de la elevación de 1,500 pies de Hienzelman Ridge de las Thunder Mountain. 
Originalmente situado en un pequeño centro de estacionamiento, Steve trasladó los jardines Glaciar a su ubicación actual en James Blvd. en el Valle de Mendenhall, donde poco después se encontró con Cindy Newman. 
Steve y Cindy se casaron en 1988 y la familia desarrollaron el negocio de viverista y actualmente continúa produciendo las plantas de la más alta calidad cultivadas localmente en Juneau.
En 1994 la emprendedora pareja compró 5 hectáreas de la propiedad que una tormenta dañó de un empresario local amable dispuesto a ayudar a la pareja a expandir sus operaciones.

## Colecciones
El terreno del jardín consiste principalmente en un bosque de abetos y abedules.
En este jardín podemos encontrar especies de plantas ornamentales resistentes de otras zonas del mundo de clima parecido a Alaska, y especies de plantas nativas. 
El jardín botánico de Alaska es el lugar más apropiado donde experimentar la explosión de abundancia vegetal, que se produce durante el verano, la estación de crecimiento vegetal ártica y aprender sobre la flora de la parte sureña de la Alaska central.
Sus colecciones de plantas se agrupan como:
- Jardín de hierbas
- Plantas ornamentales
- Sendero de naturaleza silvestre de 1.8 kilómetros.